# Ежен Тіссеран
Ежен-Габріель-Жерве-Лоран Тіссеран (фр. Eugène-Gabriel-Gervais-Laurent Tisserant; 24 березня 1884, Нансі, Франція — 21 лютого 1972, Альбано-Лаціале, Італія) — католицький церковний діяч французького роду, кардинал (з 1936) і декан кардинальської колегії (з 1951), префект Ватиканської бібліотеки (з 1957); науковець-орієнталіст, член Французької Академії (з 1961), кардинал-секретар Конґреґації в справах Східних Церков (1936—1959).

## Кардинал Тіссеран іУГКЦ
Тіссеран два рази (1947, 1950) відвідав українські католицькі церковні осередки Америки і Канади наслідком чого було створено україно-католицькі митрополії в Канаді (1956) і США (1958). Завдяки Тіссерану постали також нові українські католицькі вікаріати та екзархати в Австралії, Південній Америці і Західній Європі. Через архієпископа І. Бучка Тіссеран передав чимало фондів на українські церковні, наукові та гуманітарні установи, у тому числі допоміг заснувати науковий осередок НТШ у Сарселі (Франція) та утворив українську Малу Папську Семінарію в Люрі, згодом у Римі. Провадив східну лінію щодо обряду і церковного права, перестерігаючи перед латинізацією. Тіссеран бажав зберегти і розбудувати Українську Католицьку Церкву у вільному світі як продовження нищеної Церкви в УРСР і з певною місією на Сході.

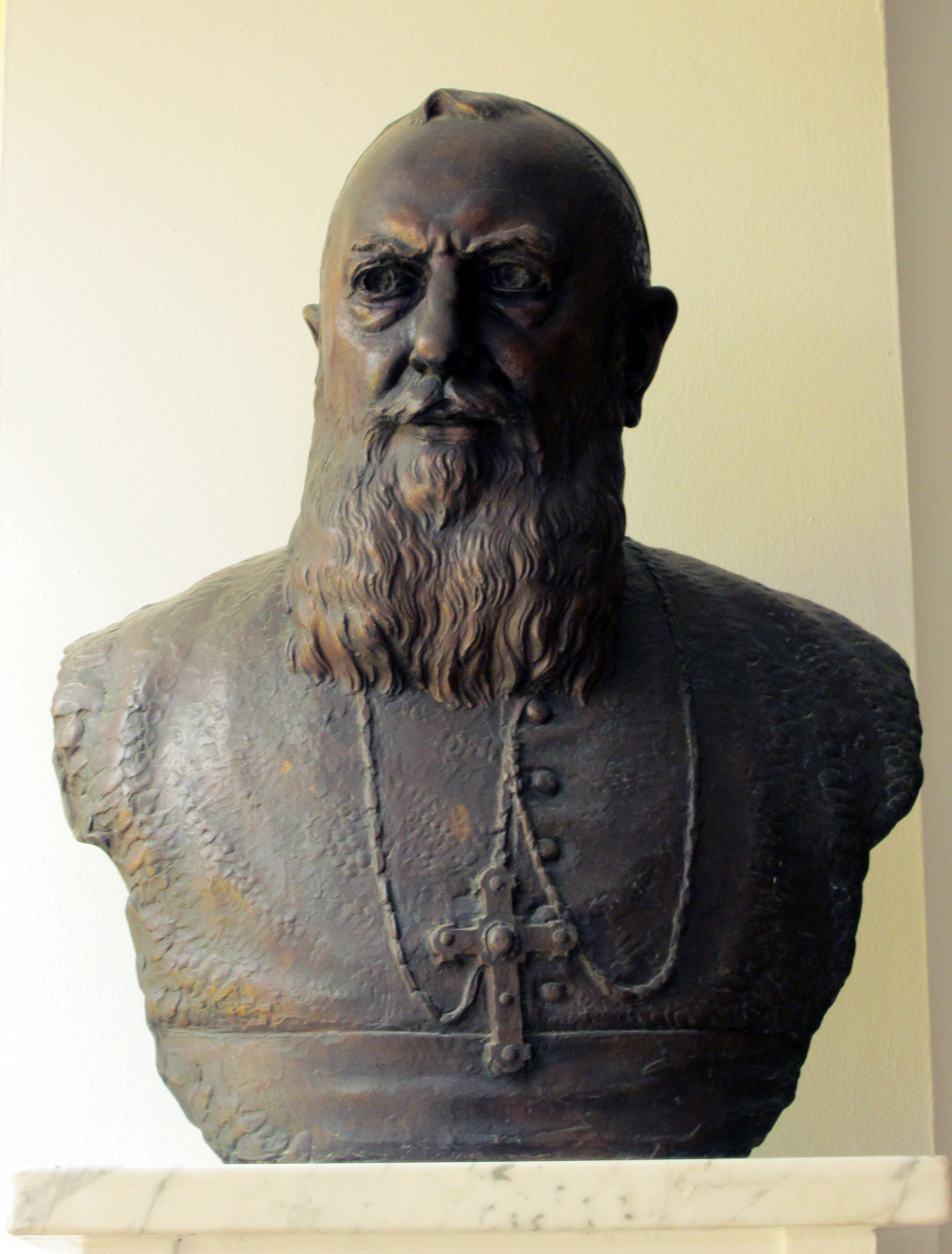
Погруддя Ежена Тіссерана в Українському католицькому університеті Климента папи у Римі